# Eupithecia ornea
Eupithecia ornea  là một loài bướm đêm trong họ Geometridae.